# Orectolobus maculatus
Orectolobus maculatus е вид акула от семейство Orectolobidae. Видът е почти застрашен от изчезване.

## Разпространение
Разпространен е в Австралия (Виктория, Западна Австралия, Куинсланд, Нов Южен Уелс, Северна територия и Южна Австралия).